# 莫葆辰
莫葆辰，浙江会稽（今浙江绍兴）人，是一名清朝政治人物。监生出身。
莫葆辰曾于1883年接替吴康寿任青浦县知县一职，1884年由钱志澄接任。